# Hendrik Zeitler
Hendrik Emanuel Rudolf Zeitler, född 10 juni 1975 i Hamm i dåvarande Västtyskland, är en tysk-svensk dokumentärfotograf och fotokonstnär. Han är bosatt i Angered i Göteborg. 2011 och 2013 nominerades han till Svenska Fotobokspriset.

## Biografi
Hendrik Zeitler utbildade sig i fotografi på Designhögskolan Dortmund i Tyskland 1997–1999. Därefter läst han på Högskolan för fotografi och film på Göteborgs universitet 1999–2003 och på Kungliga Konsthögskolan i Stockholm 2003 (Konst och arkitektur) samt 2015 (Photographer’s artist book).
Hendrik Zeitler hade sin första separatutställning (Reclaim the streets) i oktober 1999 på Kafé 44 i Stockholm. År 2007 deltog han i utställningen Rethinking Dissent, under Göteborgs 3:e internationella konstbiennal. 
Hans bok A Place of One's Own, Journal nominerades till Svenska Fotobokspriset 2011, där Maria Miesenberger vann.
Hendrik Zeilter var, tillsammans med Lars Dyrendom, Christine Sjöberg och Fröydi Laszlo, redaktör på fotoboken Handplockat – På utflykter i bildarkivet. Zeitler bidrog dessutom till boken som fotograf. Boken var nominerad till Svenska Fotobokspriset 2013, där Björn Larsson vann.
424 och The Chosen Ones tilldelades diplom av Svensk Bokkonst, Kungliga Biblioteket, som en av 2014 respektive 2016 års vackraste böcker. 